# Kvarnsjön (Floda socken, Dalarna, 671034-144287)
Kvarnsjön är en sjö i Gagnefs kommun i Dalarna och ingår i Dalälvens huvudavrinningsområde. Sjön har en area på 0,242 kvadratkilometer och ligger 210,6 meter över havet. Sjön avvattnas av vattendraget Närsån.

## Delavrinningsområde
Kvarnsjön ingår i det delavrinningsområde (671337-144229) som SMHI kallar för Mynnar i Bynoret. Medelhöjden är 261 meter över havet och ytan är 18,83 kvadratkilometer. Räknas de 3 avrinningsområdena uppströms in blir den ackumulerade arean 65,3 kvadratkilometer. Närsån som avvattnar avrinningsområdet har biflödesordning 4, vilket innebär att vattnet flödar genom totalt 4 vattendrag innan det når havet efter 264 kilometer. Avrinningsområdet består mestadels av skog (75 procent). Avrinningsområdet har 0,24 kvadratkilometer vattenytor vilket ger det en sjöprocent på 1,3 procent. Bebyggelsen i området täcker en yta av 0,19 kvadratkilometer eller 1 procent av avrinningsområdet.